# Råby hällor
Råby hällor naturreservat ligger i Hörby kommun strax söder om Hörby tätort.
Reservatet omfattar området kring två sammanlöpande bäckraviner. Reservatet är ett träd- och buskrikt beteslandskap med en riklighet av örter. Berggrunden består av stenkolsförande rät-lias-lager och den kalkrika kågerödsbildningen som på vissa ställen går i dagen. I reservatet finns även fornlämningar såsom odlingsrösen, hålväg, sten med skålgropar (även kallat älvkvarnar) och rester av fornåkrar längs sluttningarna.
Råby hällor invigdes av Hörby kommun den 7 september 2010.

## Flora och fauna
På de trädklädda sluttningarna och på betesängarna finns bland annat ask, ek, fläder, hagtorn, hägg, slån och den sällsynta benveden. Längs bäckarna på fuktängarna och i alkärr växer al.
Av örter och gräs finner man brudbröd, brunstarr, jordtistel, rödkämpar, skogssäv, svinrot, åkervädd och den rödlistade vittåteln. På fuktängarna finns darrgräs, mannagräs, slankstarr, småvänderot, vattenmåra, ängsnycklar och äkta förgätmigej. I de trädklädda delarna växer ormbär, skogsbingel och Sankt Pers nycklar.
Mossor och lavar finns av många olika sorter såsom flikig sköldlav, forsmossa, grå skärelav, kupig skrynkellav, mjölig lundlav, piskbaronmossa, silverlav och små förekomster av den rödlistade rödtandad hättemossan. På de torrare och öppna markerna finns huvmossa, orange lansmossa, trådkällmossa samt de rödlistade murlansmossan och åkerkoppmossan.
Av insekter finns exempelvis den ovanliga violettkantad guldvingen, gördelrovfluga och det rödlistade väddsandbiet som är helt boroende av vädd som födokälla.
De syrerika bäckarna med sina steniga bottnar gynnar både signalkräfta och öring.
I reservatet finns ett rikt fågelliv med arter såsom bofink, gransångare, gulsparv, lövsångare, mindre hackspett, sädesärla och trädgårdssångare. Vid bäckarna förekommer forsärla, kungsfiskare och strömstare. I de höga lövträden häckar glador.

## Vägbeskrivning
Från E22 på trafikplats 29 Norrehe svänger man söderut på riksväg 13 mot Sjöbo. Efter cirka 3,5 km når man He där man svänger till vänster mot Frostagården och fortsätter cirka 1,2 km på grusvägen till Råby hällor. Man kan även nå Råby hällor från norr genom att gå cirka 200 m sydväst ifrån vårdcentralen i Hörby.